# Umangita
La umangita es un mineral de la clase de los minerales sulfuros, y dentro de esta pertenece al llamado “grupo de la berzelianita-umangita”. Fue descubierta en 1891 en las sierras de Cacho y Umango, en la provincia de La Rioja (Argentina), siendo nombrada así por estas montañas. Un sinónimo poco usado es umanguita.

## Características químicas
Es un seleniuro simple de cobre.
Además de los elementos de su fórmula, suele llevar como impureza plata.

## Formación y yacimientos
Aparece mezclado con otros minerales seleniuros en vetas de alteración hidrotermal, formado por debajo de 112 °C.
Suele encontrarse asociado a otros minerales como: clausthalita, berzelianita, guanajuatita, eucairita, klockmannita, hessita, naumannita, calcomenita, calcopirita, cobaltita, pirita, malaquita o calcita.